# Спортинг B (футбольный клуб, Хихон)
«Спортинг Хихон B» (исп. Sporting de Gijón B) — испанский футбольный клуб из города Хихон, в провинции и автономном сообществе Астурия, резервная команда клуба «Спортинг (Хихон)». Клуб основан в 1967 году, под названием «Атлетико Хихон», гостей принимает на арене «Марео», вмещающей 3 000 зрителей. В Примере и Сегунде команда никогда не выступала, лучшим результатом является 1-е места в «Сегунда B» в сезонах 1995/96 и 1996/97.

## Прежние названия
- 1967—1971 — «Атлетико Хихон»
- 1971—1979 — «Депортиво Хихон»
- 1979—1991 — «Спортинг Хихон Атлетико»
- 1991 — «Спортинг Хихон B»

## Сезоны по дивизионам
- Сегунда B — 26 сезонов
- Терсера — 16 сезонов
- Региональные лиги — 20 сезонов

## Достижения
- Сегунда B
  - Победитель (2): 1995/96, 1996/97
- Терсера
  - Победитель (3): 1978/79, 1980/81, 1988/89